# 郑州站
郑州站位于中华人民共和国河南省郑州市二七区，是中国铁路郑州局集团辖下的特等站，亦是中国铁路最重要的枢纽之一。京广铁路及陇海铁路两大铁路干线在此交汇。此外，郑州站亦为郑太高速铁路和郑阜高速铁路的始发终到站。徐兰客运专线通过郑荥联络线至中原站，并经由陇海铁路接入本站。

## 历史

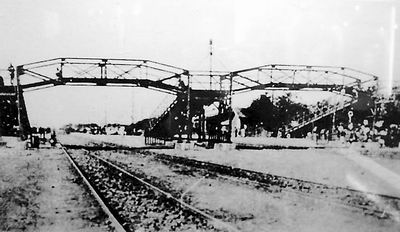
1911建成的郑州站天桥

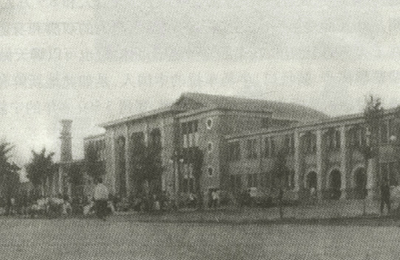
1950年代的郑州站

郑州站始建于1904年，位于现郑州站一站台偏南处。站内设有两间平房、4条股道，是京汉铁路中段的业务站。1911年，两孔三梯的铁质天桥投入使用。
1913年，陇海郑州北站在京汉郑州站西北侧建成:236。1914年，陇海铁路开封—洛阳段（汴洛铁路）的开业奠定了郑州火车站為全国交通枢纽的基础。1927年，京汉线郑州站西侧建成办理客车到发的陇海郑州南站:236。1928年，郑州车站修造票房和候车风雨棚二个。1932年9月，郑州车站货站开工。 
1944年4月，陇海铁路郑州至开封的铁路线通车。1948年10月22日，解放军占领郑州，中国人民革命委员会派军事代表对郑州车站实行军事管制。1949年3月11日，郑州铁路管理局成立；5月，郑州铁路管理局将平汉路、陇海路郑州南北车站合并，成立郑州总站:236。同年11月10日，郑州站将现有8条股道增修为22条股道。
1953年，郑州站进行了为期3年的改造暨扩建工程，分离出货运站郑州东站（现圃田西站），使得现時的郑州站成为了一座以运输旅客为主的大型客运站。1955年，经铁道部批准，郑州车站为特等站。次年3月8日，车站新站房工程开工。站房于1958年竣工，设京广候车区和陇海候车区，同时地道贯通4条股道及3座站台。1959年8月，于1957年开工的车站新天桥投入使用。
1962年，经铁道部批准，郑州车站新老两场分为两个车站：老场为现在的客运郑州火车站，新场则改为编组站郑州北站。1971年10月，郑州车站一站台风雨棚、天桥、排水改造工程动工；1972年6月，建二、三、四站台风雨棚，总覆盖面积为2160平方米。
1988年至1999年，郑州站经历了历史上最大的一次改扩建工程。改造工程分为三期：一期工程为站场改造，于1992年启用:246；二期工程为南北配楼，于1995年建成并投入使用。1999年12月28日，具有标志性的郑州站新主站楼正式投入使用，标志着历时12年的改扩建工程的结束。
2006年12月，郑州站西站房开建。2010年1月，西站房和无柱风雨棚建成并投入使用。

## 车站布局

### 站房
郑州站总建筑面积14.4万平方米，由东站房、西站房和高架候车室组成。
东站房
郑州站东站房又称作主站楼，于1999年12月29日作为郑州火车站改造工程的三期而投入使用。主站楼高63.3米，建筑面积4万平方米；地下局部一层，地上九层。售票大厅位于一层南侧，面积2500平方米，有68个售票窗口。进站口位于一层中央，设有4部扶梯、2部直梯及2座步行楼梯通往位于二层各候车厅及高架候车厅。东站房设有三个普通候车厅及贵宾、软席、母子、军人、团体等专用候车厅。行包房面积1.49万平方米，日发送行包8000多件。
西站房
郑州站西站房于2010年投入使用，长268米，宽56米，总面积11774平方米。站房外立面通过现代的钢结构材料抽象化表现司母戊鼎的意向。站房整体位于郑州站站场西侧，与既有的高架候车室和两条出站地道连接。西站房北侧一层为售票大厅，设有30个人工售票窗口和10台自动售票机，其中1号窗口为残疾人专口；6号窗口为退票窗口；7号窗口为车票签证窗口；9号窗口负责出售站台票；15号窗口为值班主任窗口。一层南侧为VIP候车厅。进站口位于一层中部，配备4个进站通道，进入站房后通过楼梯、自动扶梯或残疾人专用折叠式的无障碍升降平台进入二层高架候车区。西广场二层新建高架候车室6186平方米，内设各式商铺，并与既有的6个候车室相连通。
郑州站东西站房间设有高架候车室横跨站场，高架候车室南北长190米，东西宽108.5米，面积2.4万平方米，设有6个候车室，可同时容纳近2万人候车。
- 东站房进站大厅
- 高架候车室中央通道
- 候车小厅内部
- 出站地道

### 站场
郑州站设有20条股道，其中客运线13条，货运线4条，外绕线数条。车站配备7座客运站台，共13个站台面。其中2-13站台为岛式站台，系高站台。1站台为侧式站台，系低站台，并设有中转换乘通道通往高架候车厅。乘坐列车到达郑州站的旅客可根据表示指引通过地道进入位于1站台的换乘点进行换乘。
车站站台上方覆有无站台柱雨棚。雨棚建筑面积53036.9平方米，由钻孔桩基础、承台、钢管混凝土双肢组合柱、倒三角形钢管桁架结构组成。雨棚为白色，东西最大跨度145.55米，建筑最高处27.8米，钢结构总重4000多吨。
从郑州站始发的客车大多需要在五里堡站整备，待临近发车时再由调机牵入站台。
| 西 ↑     |                                                         |                                                        |
| 西站房   | 站厅（售票处、餐厅、商店、郑州地铁1号线、西侧进站口等） |                                                        |
|          | 货运外绕线                                              |                                                        |
| 建筑     |                                                         |                                                        |
|          | 机走线                                                  |                                                        |
|          | 机走线                                                  |                                                        |
|          | 机走线                                                  |                                                        |
| 13站台   | 到发线                                                  |                                                        |
| 岛式站台 |                                                         |                                                        |
| 12站台   | 到发线                                                  |                                                        |
| 11站台   | 到发线                                                  |                                                        |
| 岛式站台 |                                                         |                                                        |
| 10站台   | 到发线                                                  |                                                        |
| 9站台    | 到发线                                                  |                                                        |
| 岛式站台 |                                                         |                                                        |
| 8站台    | 到发线                                                  |                                                        |
| 7站台    | 到发线                                                  |                                                        |
| 岛式站台 |                                                         |                                                        |
| 6站台    | 到发线                                                  |                                                        |
| 5站台    | 到发线                                                  |                                                        |
| 岛式站台 |                                                         |                                                        |
| 4站台    | 到发线                                                  |                                                        |
| 3站台    | 到发线                                                  |                                                        |
| 岛式站台 |                                                         |                                                        |
| 2站台    | 到发线                                                  |                                                        |
| 1站台    | 到发线                                                  |                                                        |
| 侧式站台 |                                                         |                                                        |
| 东 ↓     | 东站房                                                  | 东站厅（售票处、餐厅、商店、软席候车室、东侧进站口等） |

## 旅客列车目的地
截至2023年7月，郑州站每日有305列旅客列车停靠，其中包括34列始发列车。

### 始發普速列车
| 列车所属路局 | 车次              | 目的地   |
| ------------ | ----------------- | -------- |
| 鄭州局集團   | D146              | 深圳東   |
| 鄭州局集團   | D189              | 廣州東   |
| 鄭州局集團   | T144              | 啓東     |
| 鄭州局集團   | T197              | 烏魯木齊 |
| 鄭州局集團   | T328              | 寧波     |
| 鄭州局集團   | K1306（週末線）   | 北京豐臺 |
| 鄭州局集團   | K180              | 北京西   |
| 鄭州局集團   | K154              | 上海     |
| 鄭州局集團   | K177              | 西寧     |
| 鄭州局集團   | K742              | 廈門北   |
| 鄭州局集團   | K1240             | 溫州     |
| 鄭州局集團   | K1596             | 煙台     |
| 鄭州局集團   | K8008             | 紅旗渠   |
| 哈爾濱局集團 | K926              | 海拉爾   |
| 南寧局集團   | K1627（淡季停開） | 南寧     |

### 過路普速列车
| 列車所属路局   | 站点                                                                         |
| -------------- | ---------------------------------------------------------------------------- |
| 北京局集团     | 天津、洛陽、廣州、石家莊、上海、北京西、重慶北、峨眉                         |
| 成都局集团     | 成都西、成都東、重庆西、攀枝花南、北京西、貴陽、崑山、上海、揚州             |
| 广州局集团     | 北京西、廣州、廣州東、長沙、張家界西、三亞、西安、深圳                       |
| 哈尔滨局集团   | 哈尔滨西、廣州、重慶北、襄陽                                                 |
| 呼和浩特局集团 | 包头、廣州、南寧                                                             |
| 济南局集团     | 重慶西、濟南、乌鲁木齐、西寧、青島北、廣州、煙台、成都西                     |
| 昆明局集团     | 昆明、北京西                                                                 |
| 兰州局集团     | 蘭州、銀川、上海、廣州、深圳東、揚州                                         |
| 南昌局集团     | 北京西、南昌                                                                 |
| 南宁局集团     | 北京西、南寧、湛江                                                           |
| 青藏铁路公司   | 拉薩、西寧、廣州、上海                                                       |
| 上海局集团     | 蘭州、杭州                                                                   |
| 沈阳局集团     | 瀋陽北、長春、廣州、昆明、大连、成都西、西安                                 |
| 太原局集团     | 太原、連雲港東                                                               |
| 乌鲁木齐局集团 | 廣州、上海、南通、武昌、乌鲁木齐                                             |
| 武汉局集团     | 北京西、宜昌東、周口                                                         |
| 西安局集团     | 北京西、漢中、宝鸡、煙台、連雲港東、延安、上海、西安、溫州、安康、杭州、海門 |
| 郑州局集团     | 上海、安陽、新鄉、崑山、海口、杭州、洛陽                                     |

## 下辖车站
郑州车站为郑州局集团的直属车站，于2020年4月7日由原郑州车站和郑州东车站建制合并而成，管辖以下24个车站：
- 特等站：郑州站、郑州东站、郑州航空港站
- 徐兰高速铁路：民权北、兰考南、开封北
- 郑渝高速铁路：长葛北、禹州、郏县
- 郑阜高速铁路：许昌北、鄢陵、扶沟南、西华、周口东、淮阳南、沈丘北
- 京广客运专线：许昌东
- 郑开城际铁路：贾鲁河、绿博园、运粮河、宋城路
- 郑机城际铁路：南曹、孟庄、新郑机场

## 接驳交通

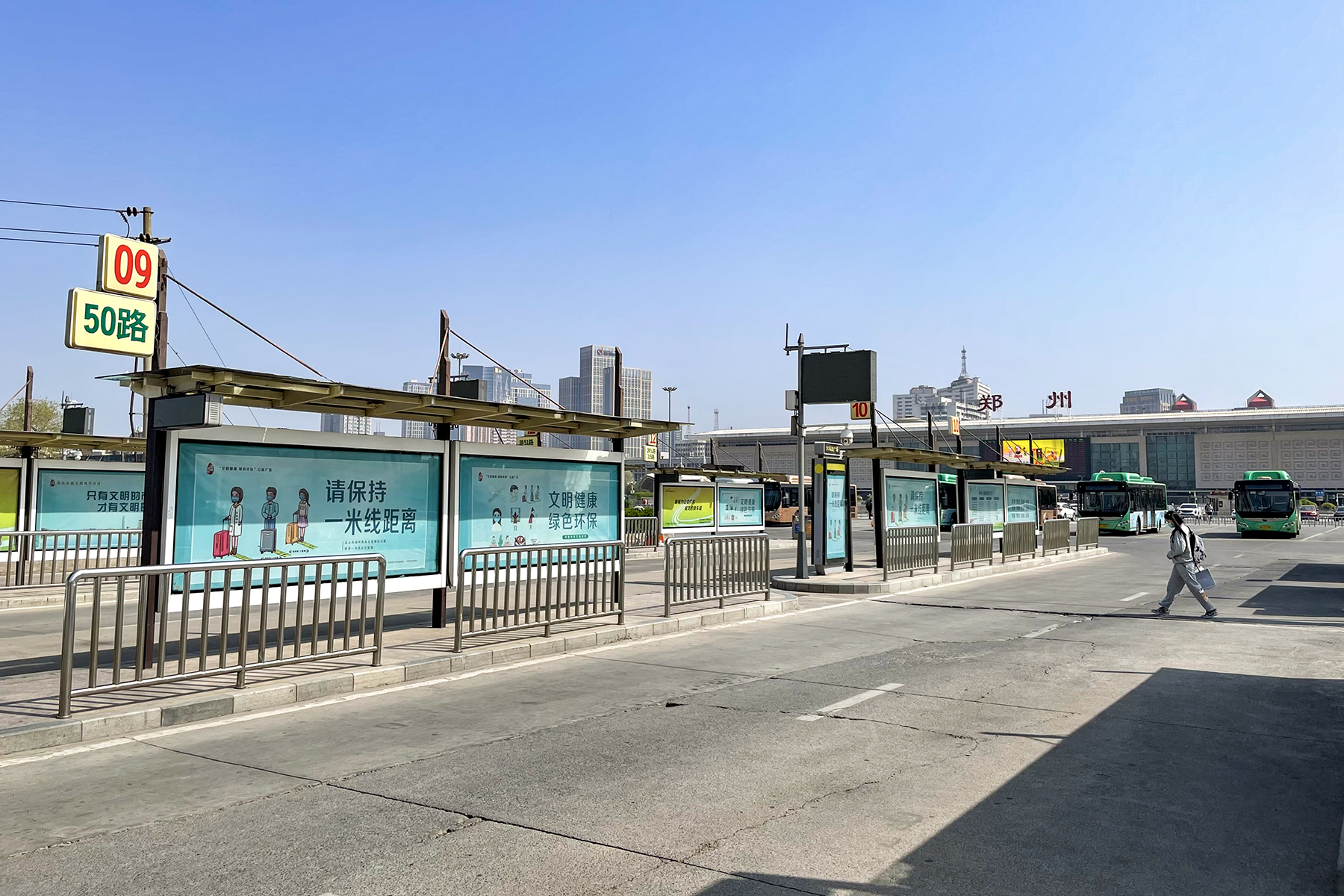
西广场公交站

### 地铁
郑州地铁1号线和郑州地铁10号线在车站西广场设有站点。

### 公交
郑州火车站东、西广场均设有公交港湾，其中东广场设有北港湾、南港湾、一马路公交港湾，西广场南北各设一处公交港湾，数十条公交线路途径或从这些公交港湾始发终到。
| 火车站北港湾 | 火车站北港湾       | 火车站北港湾 | 火车站北港湾 | 火车站北港湾              |
| 编号         | 路线               | 路线         | 路线         | 备注                      |
| ------------ | ------------------ | ------------ | ------------ | ------------------------- |
| 4            | 侯寨               | ⇆            | 火车站北港湾 |                           |
| 6            | 东赵公交站         | ⇆            | 火车站北港湾 |                           |
| G11          | 三十里铺西         | ⇆            | 火车站北港湾 |                           |
| 34           | 通达路西四环       | ⇆            | 火车站北港湾 |                           |
| 65           | 中州大道广电南路   | ⇆            | 火车站北港湾 |                           |
| 91           | 毛庄蔬菜批发市场   | ⇆            | 火车站北港湾 |                           |
| 101          | 农业路中州大道     | ⇆            | 火车站北港湾 | 原101路东线，曾为无轨电车 |
| 518          | 姚庄公交站         | ⇆            | 火车站北港湾 |                           |
| B12          | 腊梅路公交站       | ⇆            | 火车站西广场 |                           |
| B20          | 花园路刘庄         | ⇆            | 火车站北港湾 | 原39路                    |
| B50          | 琉璃寺新村         | ⇆            | 火车站北港湾 | 原10路                    |
| 游16         | 黄河文化公园       | ⇆            | 火车站北港湾 |                           |
| Y1           | 民航花园公交站     | ⇆            | 火车站北港湾 | 夜间服务                  |
| Y2           | 郑密路公交站       | ⇆            | 火车站北港湾 | 夜间服务                  |
| Y5           | 郑州东站           | ⇆            | 火车站北港湾 | 夜间服务                  |
| Y6           | 东赵公交站         | ⇆            | 火车站北港湾 | 夜间服务                  |
| Y7           | 凯旋路公交站       | ⇆            | 火车站北港湾 | 夜间服务                  |
| Y8           | 省体育中心         | ⇆            | 火车站北港湾 | 夜间服务                  |
| Y10          | 北三环中州大道     | ⇆            | 火车站北港湾 | 夜间服务                  |
| Y11          | 花园口村公交站     | ⇆            | 火车站北港湾 | 夜间服务                  |
| Y12          | 经开第八大街公交站 | ⇆            | 火车站北港湾 | 夜间服务                  |
| Y15          | 嵩山南路南四环     | ⇆            | 火车站南港湾 | 夜间服务                  |
| Y17          | 佛岗村公交站       | ⇆            | 火车站北港湾 | 夜间服务                  |
| Y19          | 三十里铺西         | ⇆            | 火车站北港湾 | 夜间服务                  |

| 火车站南港湾 | 火车站南港湾           | 火车站南港湾           | 火车站南港湾           | 火车站南港湾           |
| 编号         | 路线                   | 路线                   | 路线                   | 备注                   |
| ------------ | ---------------------- | ---------------------- | ---------------------- | ---------------------- |
| 1            | 华山路公交站           | ⇆                      | 火车站南港湾           | B5路支线               |
| 21           | 德润路公交站           | ⇆                      | 火车站南港湾           |                        |
| 206          | 会展中心               | ⇆                      | 火车站南港湾           |                        |
| 553          | 中原工学院龙湖校区     | ⇆                      | 火车站南港湾           |                        |
| 556          | 郑州工业安全职业学院   | ⇆                      | 火车站南港湾           |                        |
| 567          | 河南机电职业学院       | ⇆                      | 火车站南港湾           |                        |
| B17          | 经开第八大街公交站     | ⇆                      | 火车站南港湾           | 原33路                 |
| S602东线     | 已于2024年12月29日停办 | 已于2024年12月29日停办 | 已于2024年12月29日停办 | 已于2024年12月29日停办 |
| S602西线     | 已于2024年12月29日停办 | 已于2024年12月29日停办 | 已于2024年12月29日停办 | 已于2024年12月29日停办 |
| Y3           | 华山路公交站           | ⇆                      | 火车站南港湾           | 夜间服务               |
| Y9           | 郑州东站               | ⇆                      | 火车站南港湾           | 夜间服务               |
| Y15          | 嵩山南路南四环         | ⇆                      | 火车站南港湾           | 夜间服务               |

| 火车站（一马路） | 火车站（一马路） | 火车站（一马路） | 火车站（一马路） | 火车站（一马路） |
| 编号             | 路线             | 路线             | 路线             | 备注             |
| ---------------- | ---------------- | ---------------- | ---------------- | ---------------- |
| 13               | 苏庄             | ⇆                | 火车站           | B5路支线         |
| 38               | 姚庄公交站       | ⇆                | 火车站           | B5路支线         |
| B60              | 南四环京广路     | ⇆                | 火车站           | 原53路           |

| 火车站西广场 | 火车站西广场           | 火车站西广场           | 火车站西广场           | 火车站西广场           |
| 编号         | 路线                   | 路线                   | 路线                   | 备注                   |
| ------------ | ---------------------- | ---------------------- | ---------------------- | ---------------------- |
| 20           | 尖岗村                 | ⇆                      | 火车站西广场           |                        |
| 40           | 金沙江路公交站         | ⇆                      | 经一路红旗路           |                        |
| 57           | 思勤江路公交站         | ⇆                      | 火车站西广场           |                        |
| 58           | 华山路公交站           | ⇆                      | 火车站西广场           |                        |
| 70           | 省体育中心             | ⇆                      | 火车站西广场           |                        |
| G81          | 宇通路公交站           | ⇆                      | 紫荆山人民路           |                        |
| G126         | 五龙口公交站           | ⇆                      | 汽车客运南站           |                        |
| 176          | 已于2025年1月13日停办  | 已于2025年1月13日停办  | 已于2025年1月13日停办  | 已于2025年1月13日停办  |
| 201          | 西三环淮河路           | ⇆                      | 火车站西广场           |                        |
| 213          | 通站路公交站           | ⇆                      | 火车站西广场           |                        |
| 217          | 已于2024年12月29日停办 | 已于2024年12月29日停办 | 已于2024年12月29日停办 | 已于2024年12月29日停办 |
| 256          | 郑密路公交站           | ⇆                      | 火车站西广场           |                        |
| 551          | 升达大学               | ⇆                      | 火车站西广场           |                        |
| 729          | 火车站西广场           | ↺                      | 火车站西广场           |                        |
| 981          | 火车站西广场           | ⇆                      | G107小刘庄             |                        |
| B60          | 南四环京广路           | ⇆                      | 火车站                 | 原53路                 |
| B502         | 火车站西广场           | ⇆                      | 淮河西路公交站         |                        |
| S165         | 兴华街公交站           | ⇆                      | 火车站西广场           |                        |
| S218         | 金祥路公交站           | ⇆                      | 东四环郑尚线           | 原游51路               |
| Y2           | 郑密路公交站           | ⇆                      | 火车站北港湾           | 夜间服务               |
| Y17          | 佛岗村公交站           | ⇆                      | 火车站北港湾           | 夜间服务               |

| 郑州长途汽车中心站 | 郑州长途汽车中心站 | 郑州长途汽车中心站 | 郑州长途汽车中心站 | 郑州长途汽车中心站 |
| 编号               | 路线               | 路线               | 路线               | 备注               |
| ------------------ | ------------------ | ------------------ | ------------------ | ------------------ |
| 机场3线            | 新郑机场           | ⇆                  | 中晟卡莱顿大酒店   | 经火车站西广场     |

## 火车站商圈
郑州火车站商圈一直以来都是河南省乃至中国中部地区服装和小商品交易的中心。在以郑州火车站广场为中心的数公里内，分布着大大小小十多个批发市场。郑州市主要商业街之一的大同路，将这些批发市场分为两个区域：以银基商贸城为代表的服装批发区域和以中州商场、苑陵商场、河南金林市场等为代表的电子、工艺品批发区域。

## 争议事件

### 如厕费官司
1998年郑州市民葛锐在郑州站高架候车室如厕时，被管理人员索要0.3元人民币的如厕费。葛锐认为火车票的价格应包含厕所使用的费用，因此将郑州铁路分局提起诉讼，要求其向他赔礼道歉，并退回0.3元如厕费。经过一审败诉后，2001年3月13日，郑州市中级人民法院在二审中认为郑州站高架候车室在郑州火车站范围之内，车站在候车室内的厕所收费违反相关行政法规。法院最后判决葛锐胜诉，车站退还收取的0.3元如厕费。但在之后相当一段时间内，郑州火车站继续向使用高架候车室厕所的旅客收取如厕费。

### 东西广场连通问题
2010年，郑州站西广场建成投用。西广场与原有东广场之间的直线距离仅400余米，但之间除站内的候车厅和出站通道（需购票进站）外，并没有其他的联络通道，乘客出站时一旦出错方向，就只能绕一个大圈方能返回。尤其是郑州地铁1号线的本站进站口位于西广场，出错方向将无法乘坐郑州地铁，因此造成很多不便。早在2011年8月，当时的郑州市规划局曾做过“郑州火车站东西广场联络通道规划”项目的公示，在东、西广场之间拟建南、北两个地下步行通道，但此后该规划一直未能落实。2017年，郑州市对东西广场贯通又重新进行了规划设计，除东西广场地下步行通道外，还包括操场街—幸福路的通道。规划方案已于2019年6月提交至郑州局集团，其中操场街通道方案已获铁路部门同意，但因牵涉地质勘测、拆迁重建等问题，建成使用仍待时日。而地下通道方案因需在郑州站站内下穿，有可能影响铁路运行安全，及站内信息调度中心的调度安全，而一直未被铁路部门评审通过。截至2019年12月，郑州局集团仍在就该方案与郑州市政府对接协商。
2022年4月16日，郑州火车站东西广场地下人行联络通道工程试验桩开钻，该工程由此宣告开工。